# Morris Chang
Morris Chang (chinês tradicional: 張忠謀, chinês simplificado: 张忠谋, pinyin: Zhāng Zhōngmóu; Ningbo, 10 de julho de 1931) é um engenheiro e empresário sino/estadunidense. É gerente fundador da Taiwan Semiconductor Manufacturing Company (TSMC) em 1987. A TSMC é pioneira na indústria de "fundição dedicada ao silício" sendo a maior indústria de deste ramo. Morris é conhecido como o "pai" da indústria do silício da República da China.

## Prêmios e condecorações
- 2011, Medalha de Honra IEEE.[1]